# St. Johann Baptist (Eisenbach)

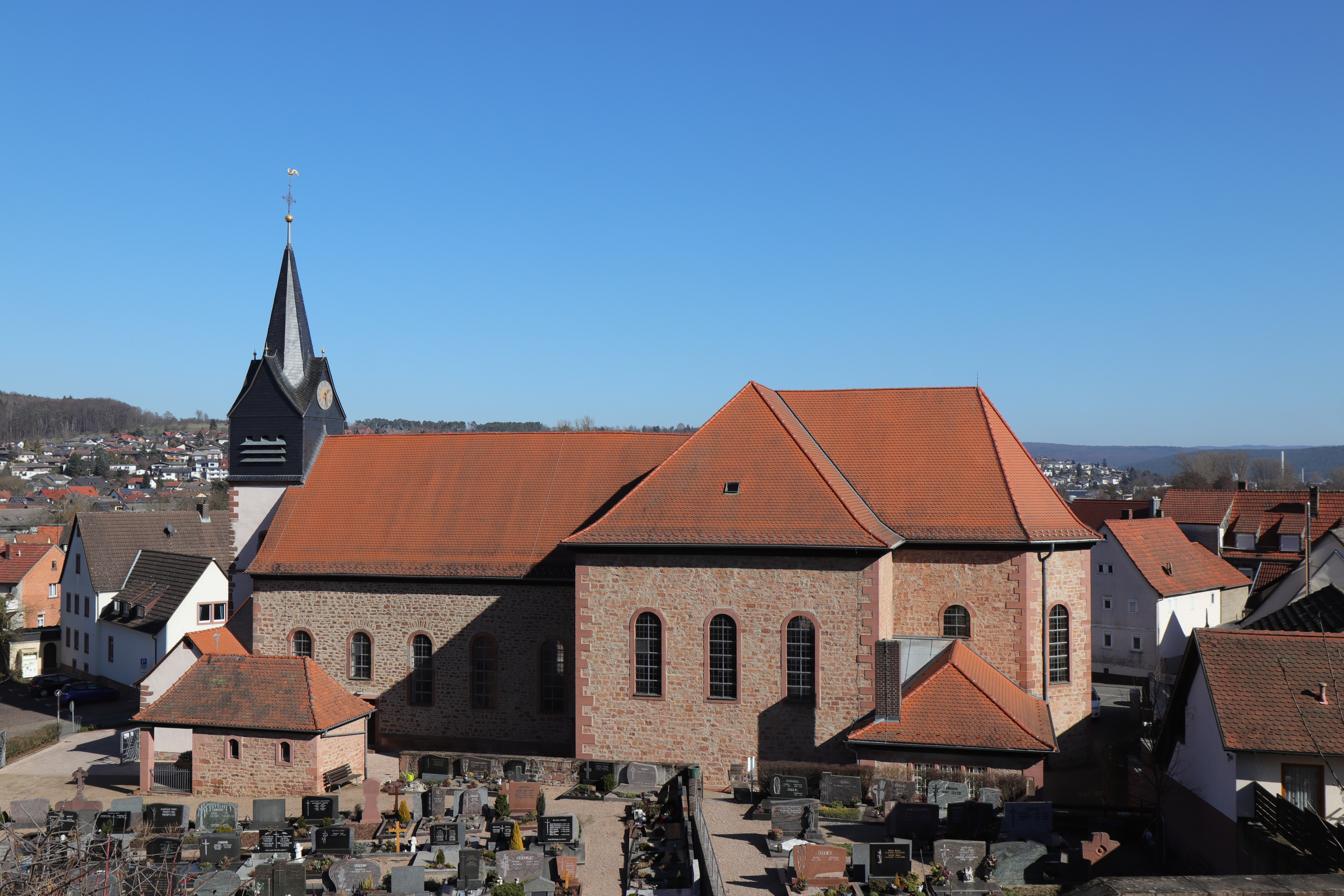
St. Johann Baptist (Eisenbach)

Die römisch-katholische Pfarrkirche St. Johann Baptist ist ein denkmalgeschütztes Kirchengebäude, das in Eisenbach steht, einem Stadtteil der Stadt Obernburg am Main im Landkreis Miltenberg (Unterfranken, Bayern). Das Bauwerk ist unter der Denkmalnummer D-6-76-145-61 als Baudenkmal in der Bayerischen Denkmalliste eingetragen. Die Pfarrei gehört zur Pfarreiengemeinschaft Lumen Christi entlang der Mömling (Obernburg), bis 2021 im Dekanat Obernburg, jetzt Dekanat Miltenberg des Bistums Würzburg.

## Beschreibung
Der älteste Teil der unverputzten, mit Ecksteinen versehenen Kreuzkirche ist der 1401 gebaute Kirchturm auf quadratischem Grundriss im Norden des Langhauses. Er wurde 1748/50 um ein schiefergedecktes Geschoss aufgestockt, das den Glockenstuhl und die Turmuhr im Bereich der vier Zwerchhäuser beherbergt, und mit einem achtseitigen, spitzen Helm bedeckt. Erst 1936 wurde ein dreiseitig abgeschlossener Chor nach Süden angefügt, das Querschiff zwischen ihm und dem Langhaus errichtet und die Sakristei im Westen des Chors gebaut. 
Die Kirchenausstattung ist um 1750 entstanden. Die Orgel mit 21 Registern, verteilt auf drei Manuale und ein Pedal, wurde 1890 von der Giengener Orgelmanufaktur Gebr. Link errichtet und 2018 von Förster & Nicolaus Orgelbau auf 39 Register erweitert.